# جبريل سيسيه

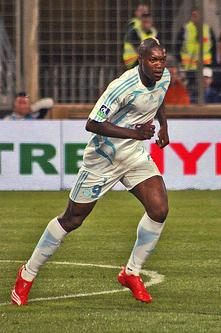
دجيبريل سيسيه

جبريل سيسيه (بالفرنسية: Djibril Cissé) مواليد 12 أغسطس 1981 في آرل في فرنسا، لاعب كرة قدم فرنسي معتزل. يلعب في مركز الهجوم مع الغرافة القطري وقد لعب مع أندية كبيرة مثل لبفربول ومارسيليا وباناثينايكوس وأندية عريقة أخرى. جدير بالذكرهوأن الاعب يتميز بالسرعة الفائقة مما جعل الفيفا يصنفه من بين أسرع عشرة لاعبين في العالم وتسديداته الصاروخية وتسريحته الملفتة للأنظار.

## بدايته
بدايته كانت في نادي أرليه أفينيون وهو فريق في الدرجة الأولى وكان في الثامنة من العمر ثم انتقل إلى نادي نيم ثم إلى اوكسير الفرنسي حيث كان هذا النادي بداية تألقه فقد سجل معه 90 هدف في ثلاث مواسم فقط وكان في ذلك الوقت يلعب لمنتخب فرنسا تحت سن 22 عام وبفضل هذا المعدل الهائل من التهديف استطاع احراز لقب أفضل لاعب ناشئ في فرنسالعام2001 إلى أن انتقل في 2004 إلى نادي ليفربول الإنجليزي ولمدة موسمين حقق فيها دوري أبطال أوروبا 2005 وسجل 5 أهداف في التصفيات المؤهلة لكاس العالم 2006 ولكنه تعرض للإصابة خلال موسم 2005/2006 مما أدى إلى عدم مشاركته مع المنتخب الفرنسي في كأس العالم 2006 بألمانيا ثم انتقل في 2007 إلى مارسليا الفرنسي سجل في موسم 2006/2007 16 هدف وفي موسم 2007/2008 17 هدف ووصيف هداف الدوري الفرنسي ثم انتقل إلى باناثينايكوس في اليونان في 2009.

## مشواره مع المنتخب الفرنسي
أما في مشواره مع المنتخب الفرنسي فتعرض جبريل سيسيه لاصابات عدة منذ خوضه أول مباراة رسمية في صفوف منتخب بلاده في مايو 2002، لكنه لم يستلم أبداً، ووجد دائما الحوافز المعنوية والبدنية ليعود إلى الواجهة في كل مرة. في الوقت الذي اعتبر فيه كثيرون بأن مسيرته الدولية انتهت إلى غير رجعة بسبب تلك الاصابات اللعينة ورحيله إلى بطولة اليونان التي لا تحظى بتغطية اعلامية كبيرة، فإن جبريل نجح في انتزاع مكان له في خط هجوم منتخب فرنسا.
من أجل أن ينجح في رهانه فقد استطاع تسجيل 51 هدف في موسمين مهديا فريقة الدوري لموسمي 2009/2010 و 2010/2011 وأحرز بذلك لقب الهداف في العامين، كان يتعين على لاعب اوكسير السابق ان يتمتع بشخصية خارج عن المألوف لمواجهة سوء الحظ المتكرر.
كانت الامور تسير بشكل جيد من خلال مشاركة سيسيه في كأس العالم 2002 عندما كان سيسيه في الحادية والعشرين من عمره وخاض غمارها كونه هدافاً للدوري الفرنسي. لكنه كان ضحية إخفاق جماعي للمنتخب الفرنسي الذي كان يدافع عن لقبه. وعشية انطلاق كأس أوروبا عام 2004، طرد في إحدى مباريات منتخب الامال فاوقف عن ثلاث مباريات رسمية، فكانت النتيجة أن مدرب المنتخب آنذاك جاك سانتيني لم يقم باستدعائه إلى صفوف الديوك.
وفي خريف العام ذاته، وبعد أن استهل مسيرته في ليفربول بشكل رائع تعرض لكسر مضاعف في قصلة الساق اليسرى. لكنه عاد واحتل المركز الثاني في صدارة ترتيب الهدافين في تصفيات كأس العالم 2006 في ألمانيا. لكن سوء الحظ ضربه مرة جديدة خلال المباراة التجريبية ضد الصين عشية التوجه إلى ألمانيا حيث تعرض لكسر جديد في قصلة الساق اليمنى هذه المرة.
بعد أن أطلق مسيرته مجدداً في صفوف مارسيليا، استعاد معدله التهديفي خلال موسم واحد من خلال تسجيله حوالي 20 هدفا. استدعي إلى التشكيلة الأولية لكأس أوروبا 2008، لكنه كان ضمن اللاعبين السبعة الذين تم استبعادهم قبل اعتماد التشكيلة الرسمية.
عاد إلى نقطة الانطلاق مرة جديدة، اولاً من خلال الدفاع عن الوان سندرلاند الإنجليزي، ثم باناثينايكوس وحقق نجاحاً في صفوف الأخير حيث توج هدافاً للدوري اليوناني برصيد 29 هدفا، ووضع بذلك المدير الفني للمنتخب الفرنسي ريمون ديمونيك في موقف محرج في عدم استدعائه لان ذلك سيثير غضب الجماهير وبالفعل استطاع العودة مرة أخرى الي صفوف منتخب الديوك في كاس العالم 2010 بفضل عزيمتة وقوة شخصيته. والشئ الملحوظ عن هذا المهاجم القناص الذي يعتبرة الكثير انه من أفضل المهاجمين في العالم انه اينما يتواجد في أي نادي بجذب الجماهير إليه ويقوموا بتاليف نشيد خاص له لانهم يروا فية القائد الأمثل لاي فريق ويلقبوه black lion, وقد مر جبريل سيسية مؤخرا بتجربة فاشلة مع نادي لازيو الاطالي وهو غير مسؤول عن ذلك الفشل ولكن السبب في ذلك يتمثل في المدير الفني للازيو ريافغالبا ما كان يشركه في مركز الظهير الأيمن للاستفادة من سرعتة وبالفعل فان جبريل يتقن هذا المركز جيدا فقد لعب في هذا المركز في ليفر بول عدة مرات، واستطاع صناعة 10 اهداف لزملائه في لازيو ومعظمهم كان للمهاجم المخضرم كلوسا ولكن ذلك المركز قد أثر على معدله التهديفي فأحرز 5 أهداف فقط مما أثا غضب الجماهير في تضاؤل معدله التهديفي.

## روابط خارجية
- جبريل سيسيه على موقع الاتحاد الدولي (مؤرشف)  (الإنجليزية)
- جبريل سيسيه على موقع الاتحاد الأوربي (الإنجليزية)
- جبريل سيسيه على موقع رابطة كرة القدم الفرنسية للمحترفين (الإنجليزية)
- جبريل سيسيه على موقع إي إس بي إن إف سي (الإنجليزية)
- جبريل سيسيه على موقع قاعدة بيانات كرة القدم.إي يو (الإنجليزية)
- جبريل سيسيه على موقع ليكيب (الفرنسية)
- جبريل سيسيه على موقع ناشيونال فوتبول تيمز (الإنجليزية)
- جبريل سيسيه على موقع Soccerbase.com (لاعب) (الإنجليزية)
- جبريل سيسيه على موقع Soccerway.com (الإنجليزية)
- جبريل سيسيه على موقع عالم كرة القدم.نت (الإنجليزية)